# Orchard (Nebraska)
Orchard è un comune degli Stati Uniti d'America, situato nello Stato del Nebraska, nella Contea di Antelope.